# Carlos Aranda (Fußballspieler, I)
Carlos Andrés Aranda war ein chilenischer Fußballspieler. Der Mittelfeldspieler lief in drei Länderspielen für Chile auf.

## Karriere

### Verein
Carlos Aranda spielte mindestens 1935 beim Hauptstadtklub Audax Italiano. Mehr ist über die Vereinskarriere des Mittelfeldspielers nicht bekannt.

### Nationalmannschaft
Carlos Aranda debütierte beim Campeonato Sudamericano 1935 unter Trainer Pedro Mazullo bei der 1:4-Niederlage gegen Argentinien. Nach zwei weiteren Niederlagen gegen Uruguay und Peru landete er mit der La Roja auf dem vierten und letzten Turnierplatz. Die 0:1-Niederlage gegen Peru war zugleich das letzte Länderspiel für Aranda.